# 西格陵兰语
西格陵兰语（丹麥語：Vestgrønlandsk）又称卡拉利苏特语（Kalaallisut），属爱斯基摩-阿留申语系因纽特语族，格陵兰因纽特人的主要母语。西格陵兰语是格陵兰语的标准方言，格陵兰岛居民主要使用的语言，也是生活在丹麦本土的格陵兰裔居民的主要语言。
西格陵兰语最早形成于格陵兰岛西南部。东格陵兰语和北格陵兰语是格陵兰语的另外两种方言，由少部分人使用。丹麦语则是格陵兰岛重要的通用语，在公共生活的许多领域使用，也是丹麦裔格陵兰人的母语。
还有一种基于西格陵兰语的混合语，称为西格陵兰皮钦语，曾作为贸易语言使用，如今已经灭绝。